# Mariska
Mariska ist ein weiblicher Vorname.

## Bedeutung und Herkunft
Der Name ist die ungarische und niederländische Verkleinerungsform von Maria.

## Bekannte Namensträgerinnen
- Mariska Veres (1947–2006), niederländische Sängerin
- Mariska Hargitay (* 1964), US-amerikanische Schauspielerin und Golden Globe Gewinnerin
- Mariska Kramer-Postma (* 1974), niederländische Langstreckenläuferin, Duathletin, Triathletin und zweifache Ironman-Siegerin
- Mariska X (* 1978), brasilianisch-belgische Pornodarstellerin und -regisseurin.
- Mariska Huisman (* 1983), niederländische Inline-Speedskaterin und Eisschnellläuferin